# سیارک ۲۰۸۳۴
سیارک ۲۰۸۳۴ (به انگلیسی: 20834 Allihewlett، نامگذاری:2000UM48) بیست هزار و هشتصد و سی و چهارمین سیارک کشف شده‌است که در ۲۴ اکتبر ۲۰۰۰ کشف شد.
قدر مطلق سیارک برابر ۱۸.۶ است.